# Trimebutina

## Trimebutina
La trimebutina es un medicamento con acción antiespasmódico, analgésico que regula la motilidad intestinal y del colon, alivia el dolor abdominal. Tiene efectos antimuscarínicos y agonistas opioides κ, μ, y δ débiles.
Se indica en síndrome de intestino irritable y en trastornos de la motilidad del tracto gastrointestinal inferior. Comúnmente se encuentra en mezclas racémicas como el maleato de trimebutina. No está aprobado por la FDA, por lo tanto no se comercializa en EEUU. 

## Descripción
La síntesis del medicamento comprende utilizar como principio activo 3,4,5-trimetoxibenzoato de 2-Dimetilamino-2-fenil-1-butilo (trimebutina) o sal, dispersando en una matriz porosa hidrófila de hidroxipropilmetilcelulosa. Además, se formulan con un diluyente soluble en agua (por ejemplo, lactosa) y ácido tartárico, convirtiéndose en comprimidos de liberación sostenida. Esta composición comprende 35-45% en peso de trimebutina, 15-20% en peso de hidroxipropilmetilcelulosa, 20-25% en peso de un diluyente soluble en agua y 10-20% en peso de ácido tartárico. Cada uno de los comprimidos contiene el principio activo en una cantidad de 175 a 325 mg.3,4
La síntesis de los compuestos cíclicos MC1-6, parte de la estructura de trimebutina, se basa en la ciclación intramolecular de precursores lineales sin protección a través de la formación de un enlace amida. El compuesto clave MC1 se obtuvo mediante la reacción de acoplamiento de Sonogashira entre dos derivados de adenosina, seguido de desprotección global y ciclación intramolecular. Otros compuestos cíclicos (MC2-MC6) se sintetizaron mediante acoplamientos de Sonogashira similares, seguidos de desprotección y ciclación para evaluar la contribución de diferentes grupos funcionales y tamaños de anillo a la afinidad de unión y actividad inhibidora contra LmNADK1

## Farmacocinética

### Vías de administración[editar código]
La Trimebutina se administra como medicamento:
1. Oral
2. Intramuscular (i.m.)
3. Intravenosa
4. Intrarectal [1][2][4]

### Absorción
La trimebutina se absorbe rápidamente tras la administración oral, alcanzando la concentración plasmática máxima (Cmáx) en un rango de 1 a 2 horas, y en aproximadamente 0,80 horas para una dosis única de 200 mg. Sin embargo, la biodisponibilidad es relativamente baja, entre el 4 y el 6%, debido al metabolismo de primer paso hepático. Esto implica que solo una pequeña fracción del medicamento llega a la circulación sistémica en forma activa, lo que puede limitar la cantidad disponible para el efecto terapéutico, a pesar de la rápida absorción inicial.

### Distribución
La trimebutina se une a las proteínas plasmáticas en un 5% y puede atravesar la barrera hematoencefálica, acumulándose probablemente en el estómago y las paredes intestinales en concentraciones más altas. No se dispone de información suficiente sobre el uso en mujeres embarazadas, por lo que está contraindicado durante el primer trimestre del embarazo.
Se desconoce si la trimebutina se excreta en la leche humana, por lo que se recomienda precaución al administrar durante la lactancia. 

### Metabolismo y metabolitos
La trimebutina tiene un metabolismo hepático por la enzima CYP3A4 . Este proceso resulta en una rápida desaparición del medicamento madre del plasma, lo que subraya la importancia de considerar la dosificación del metabolito activo. El principal metabolito activo que se forma es la nortrimebutina (N-monodesmetiltrimebutina), la cual conserva actividad farmacológica en el colon y es similar o más potente que la trimebutina en la inhibición de los canales de sodio y en la inhibición de la liberación del glutamato. La nortrimebutina puede sufrir una segunda N-desmetilación para formar N-didesmetiltrimebutina. Otros metabolitos urinarios principales, como el 2-amino, 2-metilamino o 2-dimetilamino-2-fenilbutan-1-ol, pueden formarse mediante la hidrólisis del enlace éster de los metabolitos desmetilados o la hidrólisis inicial del enlace éster de la trimebutina seguida de una N-desmetilación secuencial. Además, la trimebutina es propensa a la conjugación con sulfato y/o ácido glucurónico.

### Excreción
La eliminación de trimebutina es predominantemente renal, con alrededor del 94% de una dosis oral eliminada por los riñones en forma de varios metabolitos. También se observa excreción en heces, que representa entre el 5% y el 12% de la dosis administrada. Menos del 2,4% del fármaco total ingerido se recupera como trimebutina original e inalterada en la orina. La vida media de eliminación de la trimebutina varía según la dosis: aproximadamente 1 hora después de una dosis oral única de 2 mg/kg, y 2,77 horas después de una dosis oral única de 200 mg.

## Farmacodinámica

### Mecanismo de Acción
La trimebutina y el metabolito, la N-monodesmetiltrimebutina (nor-trimebutina), se unen a receptores opiáceos (κ, μ, y δ) en terminales neuronales intestinales y células del músculo liso. Aunque se une a estos receptores, la afinidad es menor en comparación con la morfina o la loperamida y es inferior a la de las encefalinas y la dinorfina. En estudios in vivo, la trimebutina actúa tanto en animales conscientes como anestesiados, mostrando propiedades moduladoras que resultan de un efecto dual - excitatorio e inhibitorio - sobre los potenciales excitatorios postsinápticos de las neuronas del ganglio mesentérico inferior. 

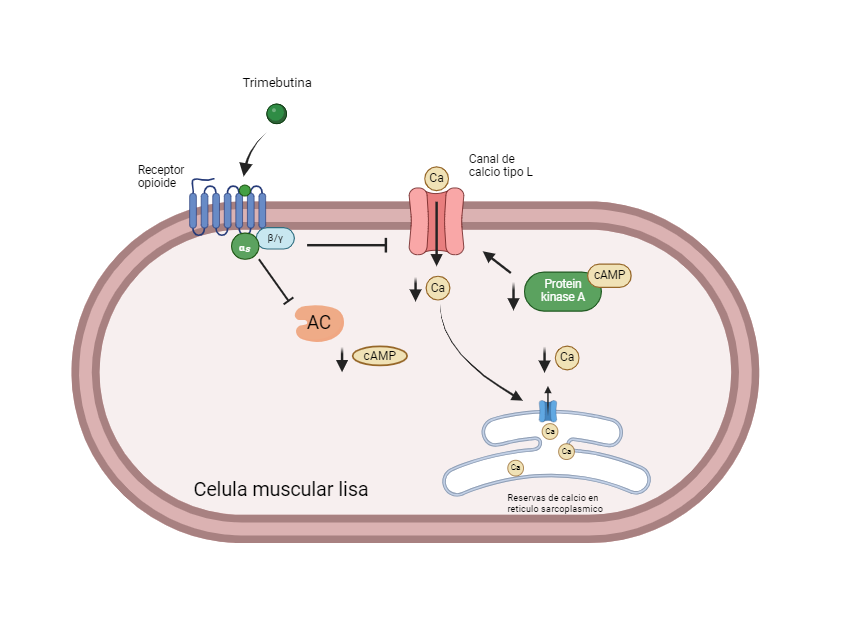
Mecanismo de acción de la trimebutina en la célula muscular lisa y su efecto mediante receptores opioides en la disminución de la entrada calcio

A concentraciones elevadas, la trimebutina inhibe la entrada de Ca²⁺ extracelular en células del músculo liso a través de canales de Ca²⁺ tipo L dependientes del voltaje y aumenta la liberación de Ca²⁺ de los depósitos intracelulares. Se sugiere que la trimebutina se une con alta afinidad al estado inactivo del canal de calcio, reduciendo la entrada de calcio y, por ende, la despolarización de la membrana, lo que disminuye la peristalsis del colon. Además, inhibe las corrientes de K⁺ salientes en respuesta a la despolarización de la membrana en células del músculo liso gastrointestinal, a través de la inhibición de los canales de K+ rectificadores retardados y los canales de K+ dependientes de Ca²⁺, resultando en contracciones musculares inducidas. Aunque la trimebutina se une con mayor selectividad a los receptores opioides μ en comparación con los receptores δ o κ, su afinidad es menor que la de sus ligandos naturales.

### Efectos farmacológicos
●       Estómago: La trimebutina acelera el vaciamiento gástrico de líquidos en un 19% y acorta el tiempo de retraso antes del vaciamiento gástrico. Sin embargo, el efecto varía según el estado y no siempre se observa un impacto en todos los estudios. No altera la secreción ácida basal ni la secreción estimulada por pentagastrina.
●       Intestino Delgado: En perros en ayunas, la trimebutina retrasa la aparición de la fase III del complejo motor migratorio (MMC) y aumenta la duración de la fase II. En humanos, estimula la motilidad intestinal en estados de ayuno y alimentados, induciendo una fase III prematura similar a la espontánea. No incrementa los niveles plasmáticos de motilina ni altera significativamente otros marcadores hormonales, como la colecistoquinina y el polipéptido pancreático.
●       Motilidad Colónica: En perros, la trimebutina inhibe la actividad de espiga colónica, sin ser revertida por naloxona, lo que sugiere una acción diferente a los receptores opiáceos μ. En humanos, acelera el tiempo de tránsito colónico en pacientes con estreñimiento, pero no altera la motilidad en sujetos con tránsito colónico normal.
●       Estrés: La trimebutina revierte los cambios en la motilidad intestinal inducidos por el estrés en ratas y perros, y mejora la motilidad del yeyuno en humanos estresados.
●       Umbrales Sensoriales: La trimebutina reduce la sensibilidad visceral y el dolor abdominal inducido por distensión rectal en modelos animales, sugiriendo un efecto beneficioso en trastornos intestinales funcionales como el síndrome del intestino irritable. 

### Interacciones
A continuación se pueden observar las interacciones más importante:  
| Fármacos que interaccionan con Trimebutina                | |
| Fármaco                                                   | Resultados de la interacción |
| Abacavir, Aciclovir, Acetamicina, Aceminofeno             | Farmacocinética: Reducen la tasa excreción de trimebutina lo que podría dar como resultado un nivel sérico más alto.                |
| Abametapir                                                | Farmacocinética: La concentración sérica de trimebutina puede aumentar cuando se combina con abametapir.                            |
| Acarbosa                                                  | Farmacodinamia: El riesgo o la gravedad de la hipoglucemia pueden aumentar cuando se combina trimebutina con acarbosa.              |
| Acebutolol                                                | Farmacodinamia: Puede aumentar las actividades arritmogénicas de la trimebutina.                                                    |
| Aceclofenaco                                              | Farmacodinamia: El riesgo o la gravedad de la hiperpotasemia pueden aumentar cuando se combina aceclofenaco con trimebutina.        |
| Atracurio, Cisatracurio, Mivacurio, Pancuronio, Rocuronio | Farmacodinamia: La trimebutina puede potenciar el efecto de bloqueo neuromuscular.                                                  |
| Ácido acetilsalicílico                                    | Farmacodinamia: El riesgo o la gravedad de la hiperpotasemia pueden aumentar cuando el ácido salicílico se combina con trimebutina. |

*Estas clasificaciones son solo una guía. La importancia de la interacción farmacológica es particular para cada individuo. Siempre consulte a un  médico antes de consumir cualquier medicamento

## Uso clínico

### Síndrome de intestino irritable
La trimebutina es un fármaco utilizado en el tratamiento del síndrome del intestino irritable. Los estudios clínicos han mostrado que aproximadamente el 60% de los pacientes experimentan una mejora significativa en el dolor abdominal y otros síntomas asociados con el síndrome de colon irritable tras el uso de trimebutina. Este medicamento se emplea en el tratamiento de los episodios agudos de dolor abdominal y en la terapia de mantenimiento. 
En la terapia de mantenimiento, la trimebutina actúa como un fármaco musculotrópico que modula la motilidad gastrointestinal y regula el tránsito intestinal, lo que ayuda a controlar los síntomas crónicos del síndrome del colon irritable. La eficacia en el manejo del Síndrome del colon Irritable ha sido respaldada por estudios que demuestran mejoras en los síntomas en aproximadamente el 50-70% de los pacientes.
Tratamiento a Corto Plazo:
●       Eficacia: En estudios a corto plazo (3 a 15 días), la trimebutina ha demostrado ser más efectiva que el placebo en el alivio del dolor abdominal en pacientes con Síndrome del colon irritable. Un estudio encontró que 200 mg de trimebutina, administrados tres veces al día durante 3 días, redujeron significativamente el dolor abdominal en 27 de 39 pacientes, en comparación con solo 2 pacientes que recibieron placebo (P < 0.001). Otro estudio similar también mostró que la trimebutina (200 mg, tres veces al día) era más efectiva que el placebo en el alivio del dolor agudo, aunque no se observaron diferencias significativas entre trimebutina (100 mg, tres veces al día) y el placebo.
●       Comparación con Otros Fármacos: En un estudio de diseño cruzado, la trimebutina (500 mg) fue comparada con mebeverina (450 mg) durante una semana para cada tratamiento. Ambos fármacos demostraron eficacia similar en el alivio del dolor. 
Tratamiento a Largo Plazo:
●       Terapia de Cuatro Semanas: En un estudio controlado cruzado con 20 pacientes que presentaban dolor abdominal moderado a severo, la trimebutina (200 mg, tres veces al día) mostró un alivio significativo de los síntomas en comparación con el placebo. En otro estudio doble ciego, la trimebutina (500 mg/día) resultó ser más efectiva la beverina (400 mg/día) en la reducción de la frecuencia (P < 0.0001), duración (P < 0.001) e intensidad (P < 0.04) de los ataques de dolor.
●       Terapia de Mantenimiento: En un estudio aleatorio controlado de 5 meses, no se encontraron diferencias significativas entre trimebutina y placebo en la ocurrencia de síntomas relacionados con el Síndrome del colon irritable. Es relevante señalar que todos los pacientes, independientemente del tratamiento recibido, también recibieron un suplemento de fibra dietética, lo que podría haber influido en la mejoría observada. Además, en un estudio doble ciego de 2 meses, la trimebutina (100 mg, tres veces al día) redujo el dolor abdominal en más pacientes (52 de 59) en comparación con el placebo (30 de 50; P < 0.05).

### Constipación
Tratamiento a corto Plazo: La trimebutina, administrada a una dosis de 600 mg/día, ha mostrado eficacia en la mejora de los síntomas abdominales en pacientes con constipación tras 8 semanas de tratamiento. Esta mejora se ha correlacionado con una reducción significativa en el tiempo de tránsito colónico, medido mediante el método de pellets. En otro estudio, la trimebutina aceleró el tiempo de tránsito colónico, aunque no resultó en un incremento en la frecuencia de las evacuaciones. Sin embargo, en un ensayo realizado en pacientes con síndrome del intestino irritable, el tratamiento con trimebutina aumentó la frecuencia de las heces. 
Tratamiento en Constipación Crónica Idiopática: Un estudio reciente que incluyó a 24 pacientes con constipación crónica idiopática dividió a los participantes en dos grupos: uno con tránsito colónico normal y otro con tránsito retardado. Después de un tratamiento de 2 meses con trimebutina (100 mg, dos veces al día) en un diseño cruzado, se observó que la trimebutina redujo significativamente el tiempo de tránsito colónico y estimuló la actividad mioeléctrica propagada, pero solo en pacientes con tránsito retardado. Estos hallazgos sugieren que la trimebutina puede ser especialmente útil para pacientes con constipación crónica e íleo colónico retardado.

### Efectos Adversos
A continuación se describen algunos efectos adversos: 
| Sistema Implicado        | Grupo CIOSM            | Tipo de reacción                                                                                           |
| Sistema nervioso central | Frecuentes (1-10%)     | cambios de humor, mareo, somnolencia, fatiga, sensación de calor, sensación de frío y alteración del gusto |
| Gastrointestinal         | Frecuentes (1-10%)     | estreñimiento, diarrea, dispepsia, malestar epigástrico, nauseas y xerostomia                              |
| Dermatológicos           | Infrecuentes (0.1-1%)  | erupción cutánea y urticaria                                                                               |
| Genitourinario           | Frecuencia no definida | Hipertrofia mamaria, mastalgia, retención urinaria                                                         |
| Ótico                    | Frecuencia no definida | deterioro auditivo                                                                                         |
| Endocrino y metabólico   | Frecuencia no definida | ginecomastia, enfermedad menstrual                                                                         |

### Contraindicaciones
Está contraindicado en cualquiera paciente que haya experimentado una Hipersensibilidad a la trimebutina o a cualquier componente de la formulación. 
Aunque no se han observado efectos adversos en estudios de reproducción en animales, no se recomienda el uso de la trimebutina durante el embarazo. Se desconoce la excreción de trimebutina en la leche humana, por lo que se debe tener precaución al administrar este medicamento durante la lactancia.

### Presentaciones
Para el almacenamiento se debe mantener lejos del alcance de los niños; en el envase original; protegido del calor, la luz y la humedad, a no más de 30 °C. 
| Nombre    | Forma farmacéutica | Presentaciones |
| Polibutin | Suspendido         | 24 mg/4 ml     |
| Polibutin | Comprimidos        | 100 mg         |

## Uso veterinario
Un estudio realizado por J. Fioramonti, M. J. Fargeas y L. Bueno en Toulouse, Francia, evaluó los efectos de la trimebutina administrada por vía intravenosa (i.v.) e intracerebroventricular (i.c.v.) en la motilidad del intestino delgado y el colon en perros en ayunas. Los resultados mostraron que la trimebutina administrada intravenosa. estimuló la motilidad del intestino delgado y suprimió la motilidad del colon por unas cuatro horas. Estos efectos no se observaron con la administración intracerebrovascular, que interrumpió el perfil motor cíclico del intestino delgado durante aproximadamente 2.5 horas y no afectó la motilidad del colon. La estimulación de la motilidad intestinal inducida por la administración i.v. fue bloqueada por la administración de naloxona i.v., pero no por la administración de naloxona i.c.v. Se concluyó que los efectos de la trimebutina en el intestino delgado, pero no en el colon, implican receptores opiáceos periféricos. 
Además, la trimebutina (TMB) es un fármaco que modula la motilidad colónica y ha demostrado tener efectos similares a los opioides en el colon de gatos y conejos. En estudios experimentales, se observó que la trimebutina aumenta la actividad del potencial de pico en el colon, una acción que no es afectada por la atropina ni el hexametonio. En gatos, la TMB disminuyó la amplitud de los potenciales de unión excitatorios y, bajo atropina, indujo variaciones rítmicas en la amplitud de los potenciales de unión inhibidores. En conejos, la TMB aumentó los potenciales de unión excitatorios y disminuyó la amplitud de los potenciales de unión inhibidores. Todos los efectos de la TMB sobre la actividad espontánea y los potenciales de unión fueron antagonizados por la naloxona, lo que refuerza la hipótesis de la participación de los receptores opiáceos. Estos hallazgos sugieren una acción diferencial de la trimebutina en el intestino delgado y el colon, con mecanismos de acción que varían según el segmento del tracto digestivo, ofreciendo una posible explicación para modular la motilidad colónica de manera efectiva y el uso terapéutico potencial en trastornos digestivos.  

### Controversias
Un estudio investigó las propiedades inhibidoras de la colinesterasa de 11 fármacos utilizados en el tratamiento de diversas enfermedades como el alzheimer. Los resultados mostraron que la trimebutina, la teofilina y el levamisol tuvieron los mayores efectos inhibidores de la acetilcolinesterasa (AChE), inhibiendo esta enzima de manera competitiva y mostrando una buena aptitud en el sitio activo de la AChE. Aunque la trimebutina ha sido predicha para penetrar en la barrera hematoencefálica y actuar sobre el sistema nervioso central, sugiriendo un potencial uso contra la demencia y la enfermedad de Alzheimer, existe preocupación por la posible neurotoxicidad de este fármaco. A pesar de que la trimebutina mostró el mayor potencial para el tratamiento de la enfermedad de Alzheimer entre los fármacos probados, la efectividad exacta no está completamente dilucidada, y se requiere más investigación para comprender sus efectos de manera integral.
La trimebutina no ha sido aprobada por la Administración de Alimentos y Medicamentos (FDA) en Estados Unidos, aunque sí está disponible en países como Canadá y varias naciones europeas y asiáticas. Las razones de la falta de aprobación de la FDA no están necesariamente relacionadas con problemas de seguridad o eficacia del medicamento, sino más bien con factores regulatorios y comerciales.
La FDA requiere estudios clínicos extensos y costosos para demostrar la seguridad y eficacia de un medicamento antes de la aprobación. Es posible que los patrocinadores de la trimebutina no hayan llevado a cabo o presentado estos estudios a la FDA, lo que impide que el medicamento obtenga la aprobación en Estados Unidos. Aunque la trimebutina se ha utilizado ampliamente en otros países para tratar el síndrome del intestino irritable y otros trastornos gastrointestinales, la evidencia clínica sobre la eficacia y perfil de seguridad puede no cumplir con los estándares más estrictos de la FDA, que a menudo requieren datos adicionales y ensayos clínicos controlados más rigurosos. 